# Carattere sacrificale
Secondo il compendio al catechismo della Chiesa cattolica, il carattere sacrificale della messa si manifesta nelle parole stesse dell'istituzione (cfr. articolo n. 280): 
(lc. 22, 19-20). Il sacrificio della Croce ed il sacrificio dell'eucaristia sono un unico sacrificio. Identici sono la vittima  e l'offerente, diverso il modo di offrirsi: cruento sulla Croce, incruento nell'Eucaristia."»
inoltre nell'articolo successivo (n 281) si aggiunge che la Chiesa partecipa al Sacrificio di Cristo affermando che ad esso si uniscono "la vita, la lode, la sofferenza, la preghiera dei fedeli" in quanto membra del suo corpo.

## Le differenze col protestantesimo
Nonostante oggi molti protestanti rivalutino il carattere sacrificale della messa, durante la riforma esso venne negato, sostenendo che ci fu "un pieno, perfetto, unico e sufficiente sacrificio, oblazione e soddisfazione per tutti i peccati del mondo" (cfr. the book of Common Prayer), cioè la morte di Gesù Cristo sulla croce.
L'eucaristia non è un'oblazione incruenta, ma memoriale della passione e morte del Signore dal quale poi tutti i benefici procedono.